# Issam Badda
Issam Badda (ur. 10 maja 1983 w Al-Chamisat) – piłkarz marokański grający na pozycji bramkarza.

## Kariera klubowa
Karierę piłkarską Badda rozpoczął w klubie IZK Khemisset. W 2005 roku awansował do kadry pierwszego zespołu i wtedy też zadebiutował w jego barwach w pierwszej lidze marokańskiej. W Ittihadzie grał do końca sezonu 2009/2010. Latem 2010 roku został bramkarzem stołecznego klubu FUS Rabat. Następnie grał w takich klubach jak Kawkab Marrakesz i IR Tanger.

## Kariera reprezentacyjna
W 2012 roku Badda został powołany do reprezentacji Maroka na Puchar Narodów Afryki 2012.